# Tragédie na K2 (2008)
Dne 1. srpna 2008 došlo k sérii nešťastných událostí na hoře K2 v pohoří Karákóram, které si vyžádaly celkem 11 lidských životů. Šlo o nejhorší tragédii, ke které kdy na K2 došlo a jednu z vůbec nejhorších v historii horolezectví.

## Pozadí

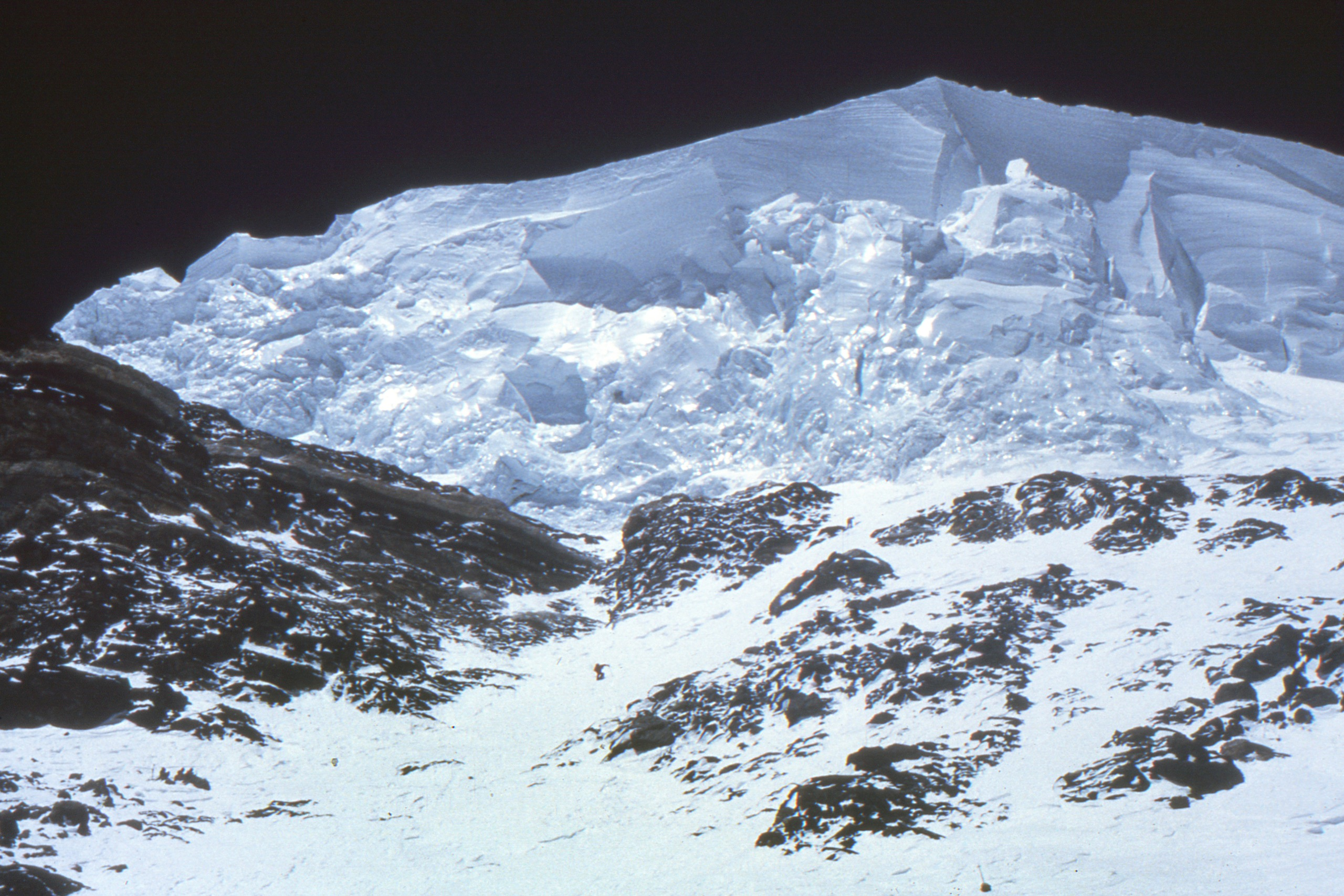
Butylka s převislými séraky na K2

Letní sezóna 2008 byla na K2 poznamenána přetrvávající nepřízní počasí. Některá družstva byla nucena čekat na vhodné okno právě až do přelomu července a srpna. K vrcholovému útoku se chystalo celkem 36 horolezců z družstev Singapuru, Jižní Koreje, Francie, Srbska, USA, Nizozemska, Itálie, Norska, Španělska a mezinárodního týmu. Takové množství horolezců představovalo značnou komplikaci. Aby nedošlo k vzájemnému překážení jednotlivých členů, rozhodli se všechny expedice spolupracovat a pod vedením Wilco Van Rooijena z nizozemského týmu Norit si rozdělili úlohy. 31. července se měla směrem k vrcholu vypravit skupina nejsilnějších lezců, šerpů a horských nosičů. Jejich cílem bylo upevnit fixní lana v nejproblematičtějších pasážích vrcholového výstupu. Klíčovou osobou při upevňování lan měl být pákistánský nosič Shaheen Baig, který jako jediný v minulosti zdolal tzv. Butylku – sněhový kuloár nad kterým se tyčí převislá stěna z ledu a sněhu. Jedná se o nejnebezpečnější místo celého výstupu. Baig však již ve druhém výškovém táboře onemocněl výškovou nemocí a aniž by za sebe zajistil vhodnou náhradu, otočil se k sestupu. Členové předsunutého týmu získali své zkušenosti s upevňováním fixních lan především na Mount Everestu. Postup se však na obou horách do jisté míry liší. Na Mount Everestu se obvykle nachází velké procento méně zkušených lezců a proto je nutné upevňovat fixní lana i v relativně bezpečných pasážích. Bez vedení Baiga zvolil předsunutý tým právě tento postup i na K2, čímž došlo k předčasnému vyčerpání lezeckého materiálu. Horní nebezpečné partie Butylky zůstaly nezajištěny.

## První mrtví
1. srpna se horolezci vybrali brzo z rána k výstupu pod vedením Van Rooijena. Některé zkušenější lezce okamžitě zarazilo umístění fixních lan, která začínala už na bezpečných místech s minimálním sklonem. Při lezení Butylkou se naopak ukázalo, že horní partie zajištěny nejsou. Van Rooijen se zde setkal se Španělem Albertem Zerainem, který se o výstup pokoušel sólo bez zastávky ve čtvrtém táboře. Vytvořila se dlouhá fronta se Zerainem a Rooijenem na špici a Američanem Chrisem Klinkem na konci. Postup celé skupiny se kvůli absenci lan zastavil a začali nabírat nebezpečné zpoždění. Zerain a Rooijen se nakonec shodli, že je potřeba dostat lana z nižších partií pomocí lidského řetězu nahoru. Klinke začal uvolňovat lana na konci a posílat je po ostatních lezcích směrem vzhůru. Postup skupiny se obnovil až kolem 8 hodin. Klinke a jeho dva kolegové z americké výpravy zhodnotili situaci a svůj pokus vzdali. Srb Dren Mandić se rozhodl použít ke zbytku výstupu kyslíkový přístroj. Odpoutal se od fixního lana, aby ho ostatní mohli obejít. Při tom však ztratil rovnováhu, narazil do členky norského týmu Cecilie Skogové a zřítil se z téměř stometrové výšky. Jeho výkřik upoutal pozornost vzdalujících se Američanů, kteří si všimli, že se Mandić po svém pádu postavil a mával rukama. Zbylí dva Srbové se rozhodli zrušit svůj výstup, slézt k Mandićovi a zkontrolovat jeho stav. Když k němu dorazili, ležel na zemi a nereagoval. Utrpěl smrtelná poranění hlavy, kterým několik sekund po pádu podlehl. Ačkoliv se v žádném případě nedoporučuje snášet mrtvá těla z takové výšky, Srbové se rozhodli Mandićovo tělo dostat do čtvrtého tábora. Jejich snahu pozorovali Američané, kteří se vrátili, aby jim s tělem pomohli. Se Srby byl i nosič Jehan Baig. Podle pozdějších výpovědí působil malátně, klopýtal a pletl se ostatním do cesty. V jednu chvíli narazil do jednoho z Američanů a téměř ho strhl na zem. Sám upadl a na šikmém svahu začal klouzat směrem k okraji. Neustále zrychloval a ačkoliv měl v ruce cepín, vůbec se nepokusil svůj pád nějak zastavit. Nakonec přepadl přes okraj a zřítil se do hlubiny. Jeho zvláštní chování v posledních momentech před pádem naznačuje, že vykazoval symptomy vysokohorské nemoci.

## Pády séraků
Zerain se od ostatních lezců oddělil a kolem 3 hodin odpoledne dosáhl jako první vrcholu. Zpátky se dostal tak rychle, že se o celé tragédii dozvěděl až druhý den. Ostatní mezitím zůstali daleko za ním a dohadovali se o další strategii. Šerpa Pemba Gyalje navrhoval okamžitý sestup. Ital Marco Confortola naopak připomenul, že při prvovýstupu v roce 1954 se podařilo italskému týmu horu poměrně bezpečně zdolat i v 6 hodin večer. Skupina se rozhodla pokračovat k vrcholu. Jako první se tam až kolem půl čtvrté dostali Norové následováni Jihokorejci. Ti se tam zdrželi téměř 90 minut. Před 8. hodinou vrcholu jako poslední dosáhl i Confortola. O půl hodiny později se utrhl v Butylce sérak, který strhl Nora Rolfa Baeho, a zároveň přetrhl fixní lana, nad kterými zůstalo odříznuto celkem 16 lidí. S přibývající tmou propukla mezi horolezci panika. Nosič Karim Meherban se ve tmě ztratil a jeho tělo nebylo nikdy nalezeno. Nizozemec Gus Van de Gevel narazil nad Butylkou na Meherbanova společníka Francouze Huguese D'Aubareda. Tomu došel kyslík a rozhodl se odpočívat. Trval na tom, aby ho Van de Gevel předešel a sestoupil sám. Van de Gevel o chvíli později uslyšel ránu a ve tmě zpozoroval pád velkého objektu o kterém se domníval, že je to D'Aubared.
Kolem 11. hodiny v noci stále zůstávalo minimálně 9 horolezců uvězněných nad Butylkou. Pákistánský nosič Džumik Bhote se bez potřebného vybavení nemohl pokusit o sestup Butylkou. Když se o jeho nesnázích dozvěděl v táboře jeho bratr Pasang Bhote, rozhodl se jít mu naproti. Van Rooijen, Confortola a Ir Gerard McDonnell se rozhodli pokračovat v lezení po tmě, ale po chvíli zoufalé snahy se usadili ve sněhu, aby počkali na zlepšení viditelnosti. S prvním světlem se Van Rooijen oddělil, a ačkoliv trpěl sněžnou slepotou, pokračoval sám v sestupu. O něco níže narazil na trojici Korejců, kteří zůstali po pádu viset na skále zamotáni do lan. Korejci mu naznačili, aby dolů pokračoval sám. Podařilo se mu od nich získat několik metrů lana, po kterém se dostal o něco níže. Také Confortola s McDonnellem začali sestupovat a narazili na Korejce. Všichni byli stále naživu, ale dva měli velmi vážná zranění. Confortola s McDonnellem se více než tři hodiny pokoušeli Korejce osvobodit. Po nedalekém pádu dalšího séraku se Confortola rozhodl svou snahu vzdát a začal sestupovat. McDonnell však opět začal lézt směrem vzhůru. Confortola byl přesvědčený, že McDonnell trpěl vysokohorskou nemocí a ztratil orientaci. Van Rooijen naopak tvrdil, že se McDonnell snažil uvolnit Korejce shora. To se mu zřejmě podařilo, ale vzápětí ho strhla lavina.
Pasang Bhote o něco později zavolal do tábora, že se mu podařilo najít svého bratra a dva Korejce a všichni sestupují společně dolů. Krátce poté spadla další lavina, která čtveřici strhla a jen těsně minula Confortolu a Pembu Gyaljeho, který ho krátce předtím objevil. Během sestupu oba muži pozorovali lidské ostatky ve zbytcích laviny. Zřejmě se jednalo právě o Korejce a dvojici nosičů. Van Rooijen mezitím na relativně bezpečném místě poslepu vytočil telefonní číslo své manželky v Holandsku. Ta zpětně kontaktovala tým Norit s informací o tom, že je sice v pořádku, ale uvězněný na hoře. Členům týmu se podařilo zaměřit Van Rooijenův telefon a určit jeho přibližnou polohu GPS. Gyalje a Van de Gevel se vydali směrem do určené oblasti. Než však Van Rooijena podle vyzvánění jeho mobilu našli, padla tma a oni se museli vrátit do tábora. Van Rooijen tak musel vydržet další bivak na K2. Druhý den se mu zrak zlepšil natolik, že byl schopný vlastními silami dojít do tábora. Po návratu z hory byli Van Rooijen a Confortola eskortováni vrtulníkem do nemocnice s vážnými omrzlinami.

## Seznam obětí
| Jméno             | Národnost   |
| ----------------- | ----------- |
| Dren Mandić       | Srbsko      |
| Jehan Baig        | Pákistán    |
| Rolf Bae          | Norsko      |
| Hugues D'Aubarede | Francie     |
| Karim Meherban    | Pákistán    |
| Gerard McDonnell  | Irsko       |
| Kjong-Hjo Park    | Jižní Korea |
| Hjo-Gjong Kim     | Jižní Korea |
| Dong-Džin Hwang   | Jižní Korea |
| Džumik Bhote      | Nepál       |
| Pasang Bhote      | Nepál       |